# Membracoidea
Membracoidea – nadrodzina pluskwiaków z podrzędu cykadokształtnych, tradycyjnie zaliczanego do piewików. Obejmuje około 25 tysięcy opisanych gatunków. Takson kosmopolityczny.

## Opis
Najbardziej charakterystyczną cechą tych pluskwiaków jest budowa tylnych odnóży. Mają one duże i poprzeczne biodra, wydłużone uda, a na goleniach rzędy szczecinek. Pierwotna dla tej nadrodziny zdolność do skoków została jednak utracona w wielu jej grupach. Przednią parę skrzydeł cechują wąskie przestrzenie kostalne. Tarczka odznacza się obecnością apodem. U wszystkich rodzin z wyjątkiem skoczkowatych anepisternum i katepisternum śródtułowia są nieoddzielone szwem. Znaczna część gatunków ma na grzbietowej części episternum śródtułowia haczykowaty wyrostek. Dla zgarbowatych charakterystyczne jest wydłużenie przedplecza w wyrostek przykrywający tarczkę.

## Biologia i występowanie

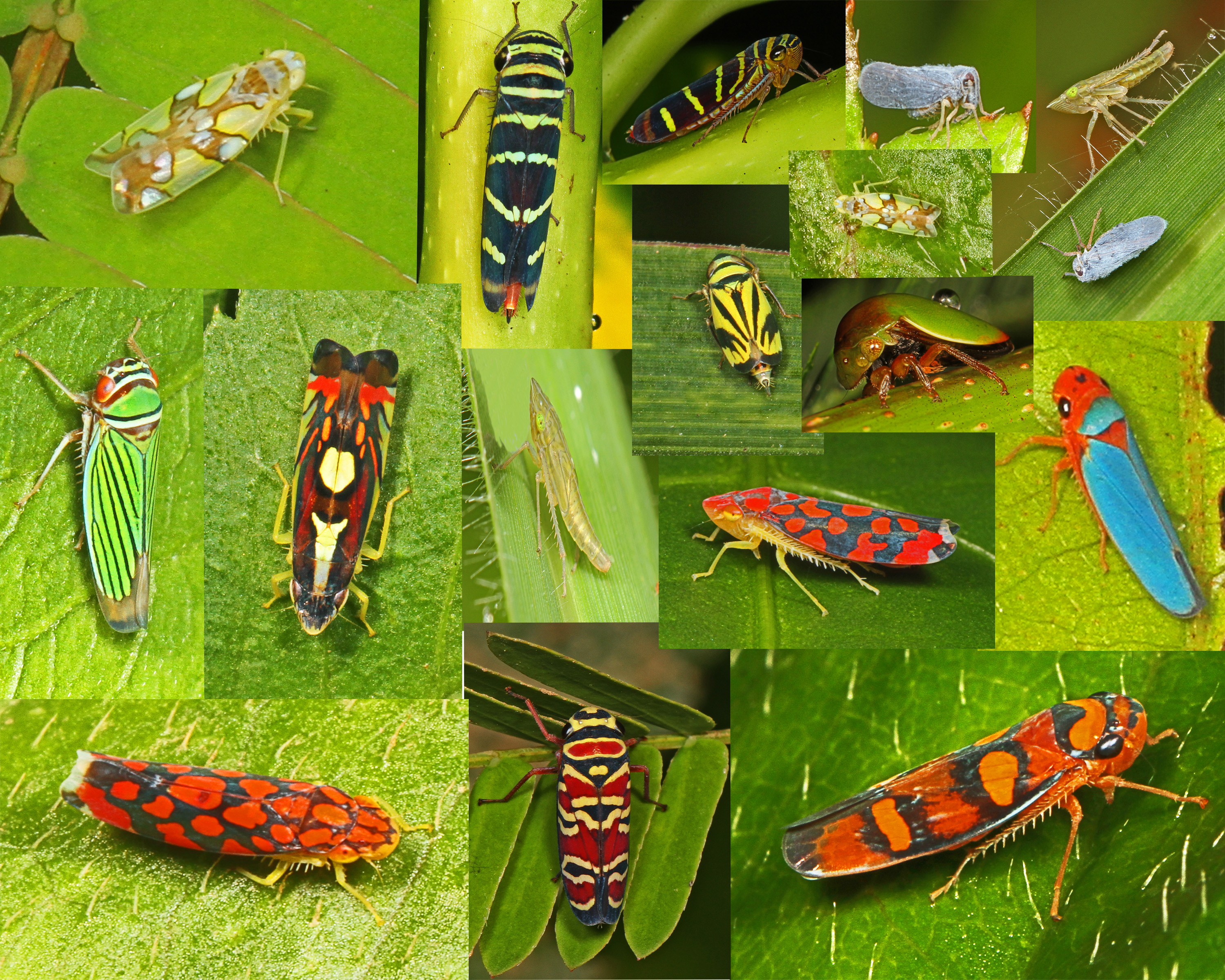
Belizyjskie skoczkowate

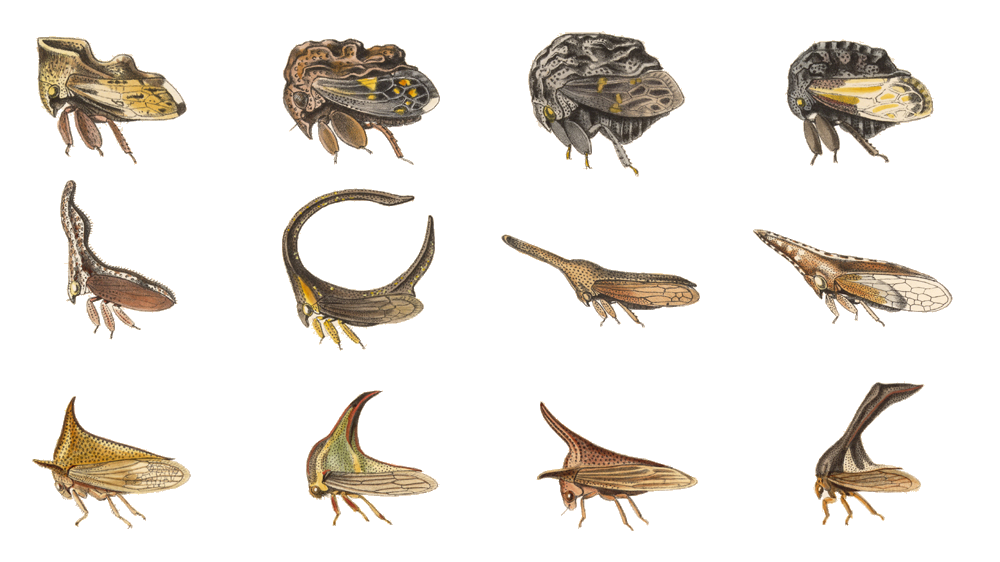
Tablica barwna ze zgarbowatymi. Górny rząd: Tilopelta gibbera, Bolbonota corrugata, Bolbonota insignis, Bolbonota insignis. Środkowy rząd: Hypsoprora anatina, Sphongophorus ballista, Phylia minor, Scalmophorus reticulatus. Dolny rząd: Triquetra grossa, Umbonia orozimbo, Triquetra apicalis, Umbonia orozimbo.

Takson kosmopolityczny, prawdopodobnie pochodzący z Nowego Świata. Wszystkie rodziny z wyjątkiem skoczkowatych są najsilniej reprezentowane w faunie neotropikalnej, a Melizoderidae występują wyłącznie w Ameryce Południowej. Większość rodzajów, a także liczne plemiona i podrodziny, ograniczone są w swym zasięgu do pojedynczych kontynentów.
Wszystkie gatunki są fitofagami, a większość odznacza się wąskimi preferencjami co do roślin żywicielskich i siedlisk. Pierwotnie żywiły się ssąc drewno, ale większość gatunków współczesnych wtórnie przystosowała się do ssania łyka, a część do ssania miękiszu. Zdecydowanie najczęstsze jest żerowanie na nadziemnych częściach roślin, a na korzeniach żerują nieliczne gatunki. W zbiorowiskach trawiastych strefy tropikalnej i umiarkowanej Membracoidea często są najbardziej zróżnicowaną gatunkowo grupą roślinożerców. Na pustyniach i suchych zbiorowiskach trawiastych licznie występują gatunki całkowicie pozbawione zdolności do lotu oraz takie, w których osobniki w pełni uskrzydlone pojawiają się sporadycznie.
Larwy wielu gatunków żerują w dużych agregacjach, w których skład wchodzić mogą również osobniki dorosłe. W rodzinach zgarbowatych i Aetalionidae wiele gatunków wchodzi w zależności mutualistyczne z mrówkami. W grupach tych rozpowszechniona jest także troska rodzicielska o potomstwo. Samice pilnują jaj, a czasem także larw. Larwy niektórych gatunków wydają dźwięki mobilizujące samicę do ataku, który może polegać np. na zrzuceniu napastnika z rośliny tylnymi odnóżami.

## Systematyka i ewolucja
Przedstawiciele nadrodziny znani są z zapisu kopalnego od jury. Z analizy filogenetycznej Deitza i Dietricha (1993) wynikało, że spośród rodzin współczesnych pozycję bazalną zajmują skoczkowate, które w zapisie kopalnym występują od wczesnej kredy. Analiza Cryana z 2005 dawała taką pozycję Myerslopiidae i wskazywała na parafiletyzm skoczkowatych. Na parafiletyzm tych ostatnich wskazują także wyniki analizy molekularnej Dietricha i innych z 2001. Współcześnie przyjmuje się, że od skoczkowatych wywodzi się przynajmniej część pozostałych rodzin.
Membracoidea stanowią największą nadrodzinę podrzędu. Zalicza się około 25 tysięcy opisanych gatunków, zgrupowanych w około 3500 rodzajach i 6 rodzinach:
- Aetalionidae Spinola, 1850
- †Archijassidae Becker-Migdisova, 1962
- Cicadellidae Latreille, 1802 – skoczkowate
- †Karajassidae Szczerbakow, 1992[7] – uznana za podrodzinę należącą do rodziny Archijassidae przez Szczerbakowa (2012)[8]
- Melizoderidae Deitz et Dietrich, 1993
- Membracidae Rafinesque-Schmaltz, 1815 – zgarbowate
- Myerslopiidae Hamilton, 1999